# Železniční trať Budapešť–Hegyeshalom
Železniční trať Budapešť – Hegyeshalom (maďarsky Budapest–Hegyeshalom–vasútvonal) je maďarská dvoukolejná elektrizovaná železniční trať o délce 193 km, která spojuje města Budapešť, Győr, Hegyeshalom a pokračuje dále jako Ostbahn do Rakouska směrem na Vídeň. Trať je označována v maďarském jízdním řádu jako trať MÁV 1. Ze stanice Hegyeshalom odbočuje jednokolejná trať do Bratislavy.
Kromě osobní dopravy má trať klíčový význam i pro dopravu nákladní, neboť zajišťuje spojení Maďarska s Rakouskem, Českem a dále Německem a je součástí transevropského dopravního koridoru.

## Průběh trati
Trať začíná v Budapešti, kde z metropole vychází jihozápadním směrem, jižně od města Budaörs. Je trasována v bezprostřední blízkosti celostátní silnice č. 1, a to až po města Tata a Tatabánya. V druhém uvedeném tvoří přirozenou osu celého města. Od města Tata směřuje na severozápad a přibližuje se k Dunaji (toho dosahuje u obce Almásfüzitő. Zde se na trať napojují četné vlečky do průmyslových závodů a přístavů. Následně trať dosahuje města Komárom a přes Ács pokračuje jihozápadním směrem do Győru. Odsud je vedena rovinatou krajinou směrem na severozápad do Mosonmagyaróváru a Hegyeshalomu, kde se nachází státní hranice.

### Návazné trati
V Hegyeshalomu se nachází železniční odbočky do Bratislavy a Csorné, v Győru potom trať prochází rozsáhlým železničním uzlem, z něhož vedou trati do řady směrů (Csorna, Pápa, Veszprém). Východně od Győru se nachází také železniční napojení na dunajský přístav uvedeného města. Z Komáromu vede trať do Székesfehérváru a z Tátabanyi z uvedené trati odbočují lokální tratě do bývalých uhelných dolů.

## Historie

### Výstavba
Trať byla budována po částech. Ve 40. letech 19. století dosáhla dráha na předlitavském území (v rámci tehdejší Habsburské monarchie) města Bruck an der Leitha, kde se nacházela hranice mezi oběma částmi monarchie. Později získala Železniční společnost Gloggnitz povolení postavit trať dále až do dnešního Komáromu (tehdy Újszőny). Hlavní motivací bylo zajištění napojení města Győru na lodní dopravu na Dunaji. Význam takového rozhodnutí byl značný, neboť na győrské výstaviště se při příležitosti každého národního veletrhu vozilo 5-6 tisíc kusů jatečného skotu, nemalý byl i prodej koní a prasat.
Dne 24. prosince 1855 byl dokončen úsek z Wien Westbahnhof přes Bruck an der Leitha do Győru, o rok později byly vybudovány další odbočky do Újszőny (dnešní Komárom) a Komárna. To se stalo o rok později. Celková délka trati činila 115 km. V roce 1860 odtud byla trať prodloužena na jih do Székesfehérváru, nicméně ne dále na východ. Stavební práce stály 28 let. Proto se tento úsek trati neobjevoval ani na mapách třetího vojenského mapování z druhé poloviny 19. století.
Trať, která měla spojit nádraží Budapest-Kelenföld s Komáromem byla budována od roku 1882 maďarskou (zalitavskou) státní společností MÁV. V 80. letech 19. století se jako zajímavým stalo hospodářské využití uhelné pánve u dnešního města Tatabánya, což měla tato trať mimo jiné zajistit. Poslední úsek z Budapest-Kelenföld byl zprovozněn v roce 1884 až do města Komárom a železniční doprava tak mohla být z Budapešti provozována přímo. Nádraží Kelenföld nebylo postaveno jako nové; již tam ústila trať ze Székesfehérváru.
V roce 1891 byla západní části trati znárodněna; společnost ÁVT převzaly dráhy MÁV.

### Provoz trati
Trať měla po dlouhou dobu pouze regionální význam, resp. význam hrála hlavně pro nákladní dopravu. Pro významnější vlaky a rychlíky do Vídně sloužila především trať Bratislava–Štúrovo a dále přes Vác na budapešťské nádraží Nyugati pályaudvar. Důvodem byl fakt, že trať byla zhruba o 15 km kratší a navíc zde bylo méně oblouků, nižší stoupání a byla možná vyšší cestovní rychlost. Ve své době byla nejvytíženější zalitavskou tratí.

### Modernizace a přestavba
Význam trati přes Hegyeshalom vzrostl po první světové válce, kdy se první uvedená trať ocitla na československém území. Maďarsko se pokoušelo vyvíjet na nově československou trať různý nátlak a navrhovalo společný provoz, nicméně nic z toho nebylo schváleno.
Pro Maďarsko se proto uvedená jižní trať stala klíčovou stavbou celostátního významu namísto ztracené trati. Proto padlo rozhodnutí o jejím zkapacitnění. 30. letech 20. století proto byla trať přes Hegyeshalom zmodernizována, zdvoukolejněna a elektrizována.
Problematický byl především úsek z Tatabánye do Budapešti, kde trať byla vedena jako jednokolejná v horském údolí s předpokládanou nízkou cestovní rychlostí. Místy tedy musela být stavba přeložena, vznikly nové mosty a stávající byly doplněny. Elektrizace trati byla uskutečněna podle projektu inženýra Kálmana Kandó. Elektrizace trati byla dokončena v roce 1933. Změna napětí potom byla provedena v roce 1971.

### 2. polovina 20. století

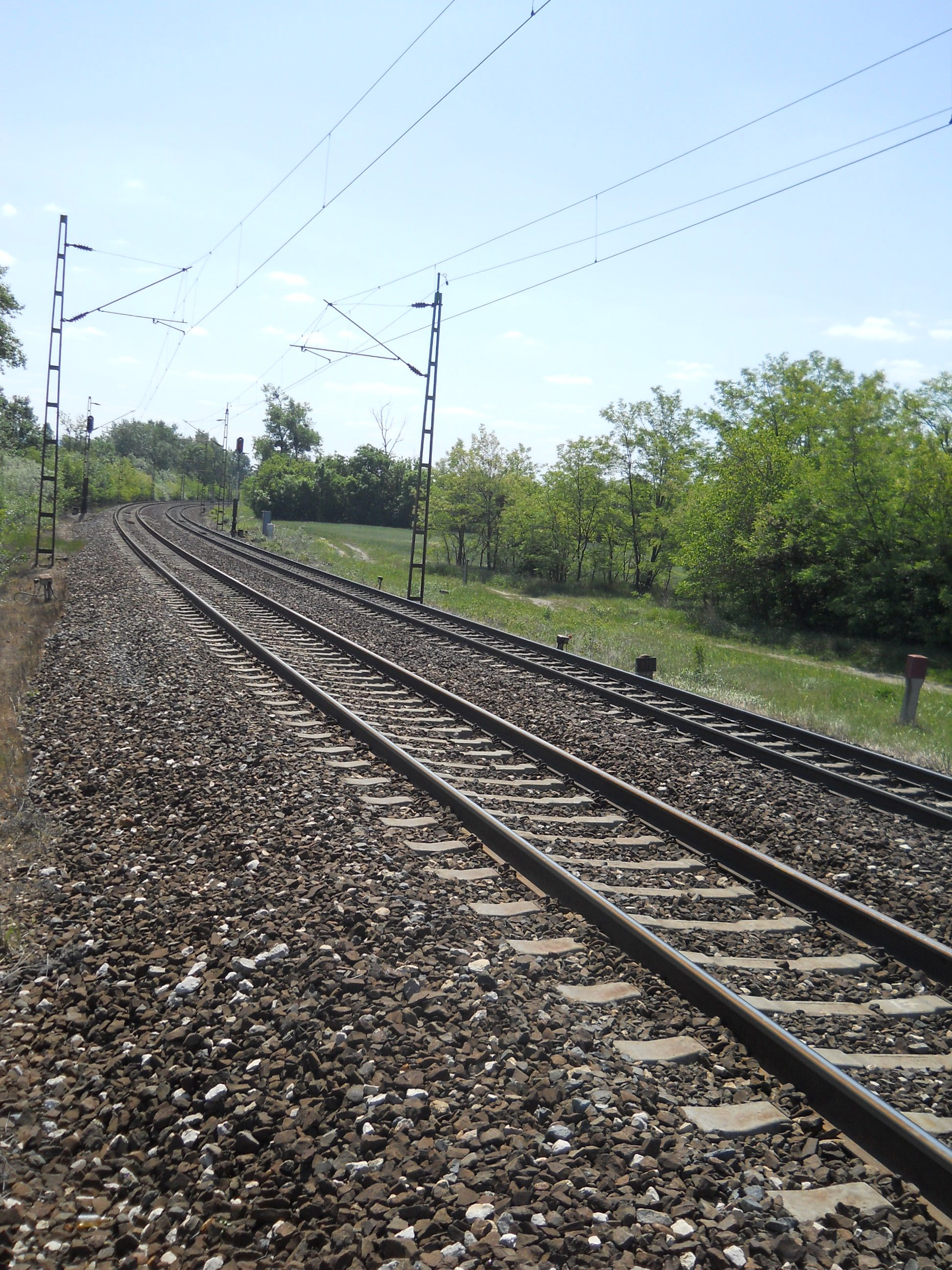
Trať u obce Naszály.

Již po druhé světové válce byla trať do jisté míry přestavována. Mimo jiné byla v některých částech zvyšována provozní rychlost. V úseku Hegyeshalom–Komárom bylo zničení velmi značné a s odstraněním škod pomáhala Rudá armáda. Zničen byl celý úsek od Hegyeshalomu až k rakouské státní hranici. Obnova elektrizace na obou kolejích byla dokončena v roce 1949.
V 50. letech byla trať jedním ze spojení Maďarska, které mělo komunistickou vládu, se západním světem. Až do roku 1956 měla trať význam do značné míry jako mezinárodní, po maďarské revoluci došlo na železniční hranici k zpřísnění podmínek, mimo jiné oddělení cestujících do zahraničí s vnitrostátními podle vagonů.
V 70. letech 20. století byla trať modernizována. Mimo jiné byly v řadě míst po celé trati postaveny nové staniční budovy. V letech 1994 až 1997 byla potom cestovní rychlost na některých částech trati dalšími úpravami zvýšena na 160 km/h (jako první v zemi) a jízdní doba z Budapešti do Vídně se zkrátila na 3 hodiny. Roku 2023 potom práce probíhaly na dalších úsecích, např. Biatorbágy-Szárliget, kde byla rychlost jen 100 km/h nebo jinde, kde se jednalo o 140 km/h. Byly například vyměňovány pražce.
V polovině roku 2000 zde byl instalován systém ETCS L1 jako pilotní projekt pro použití mezi Vídní a Budapeští, nicméně později byl deaktivován. Následně byl v roce 2005 znovu dán do užívání a to paralelně s maďarským zabezpečovacím systémem.
V budoucnosti se předpokládá výstavba vysokorychlostní železnice ve směru této trati, nikoliv však směřující k dunajskému břehu a Komáromu, ale blíže dálnici M1.

## Provozní informace
Maximální rychlost na trati je 160 km/h. Trať i veškeré stanice a zastávky na trati provozuje firma MÁV, trať je elektrizovaná střídavým proudem 25 kV, 50 Hz.

## Provoz
Trať využívají mezinárodní vlaky EuroCity a railjet. Vnitrostání vlaky InterCity jezdí po trati dále do Šoproně a Szombathely. Po trati dále jezdí dva páry vlaků RegioJet v trase Praha – Vídeň – Budapešť.
Dále zde jezdí několik osobních vlaků na těchto trasách:
- Budapest-Déli pu. – Tatabánya – Komárom – Győr
- Budapest-Déli pu. – Tatabánya – Oroszlány
- Győr – Hegyeshalom – Bruck an der Leitha – Wien Hauptbahnhof
- Győr – Hegyeshalom – Rajka

V roce 2022 se jednalo o nejvytíženější železniční trať v zemi.

### Dopravní nehody
Dne 1. prosince 1916 se u obce Herceghalmi stala nehoda, při které zahynulo 72 lidí. Závada byla na signalizaci. O několik desítek let později, dne 13. září 1931 došlo k železniční nehodě na viaduktu Biatorbágy, při které zahynulo 22 lidí. K další nehodě došlo dne 6. února 2007, kdy při srážce vlaků zemřel 1 člověk a 4 byli zraněni a dne 23. prosince 2013 zde došlo k požáru lokomotivy.

## Galerie

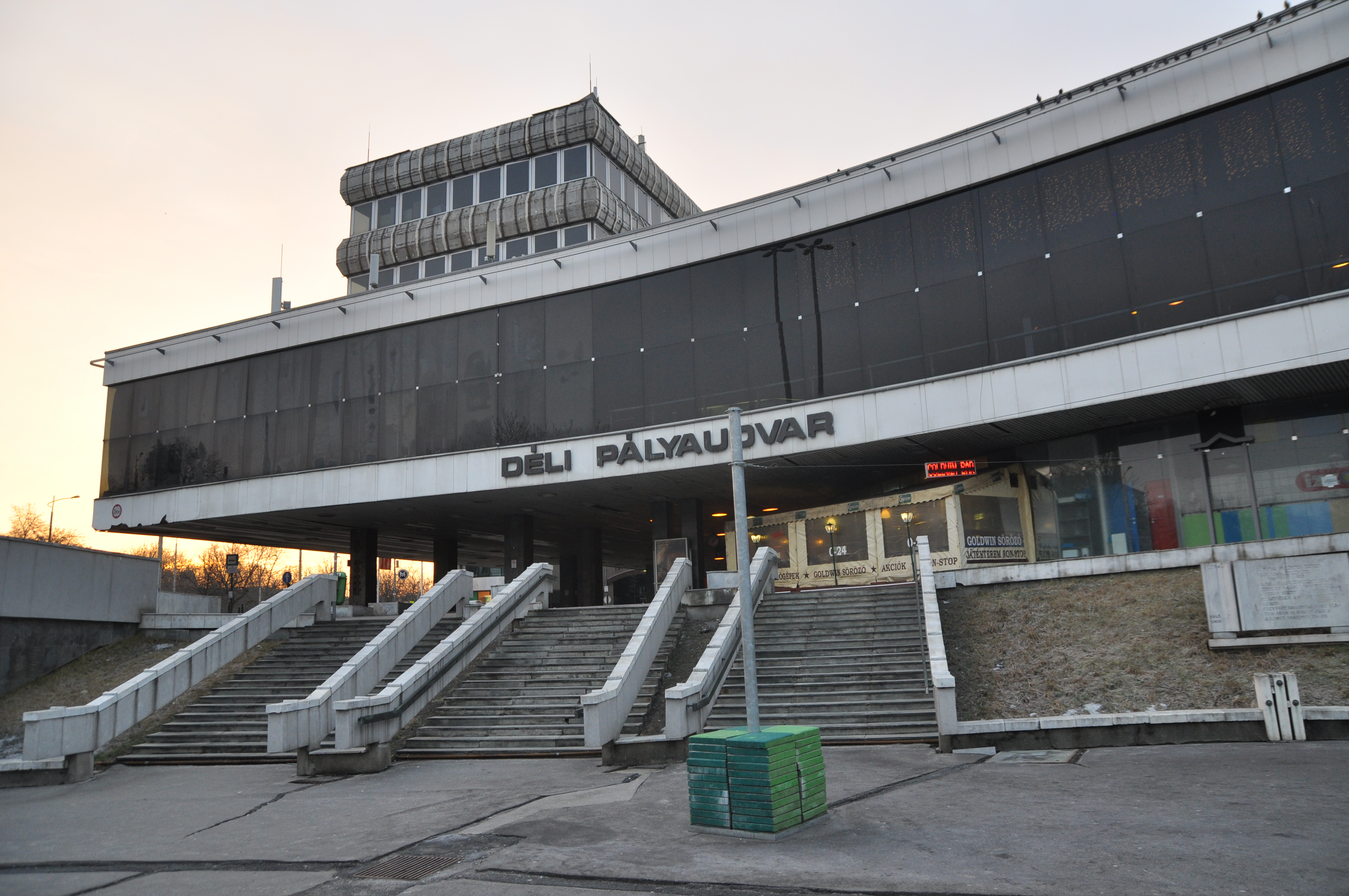
Budapest-Déli pu.
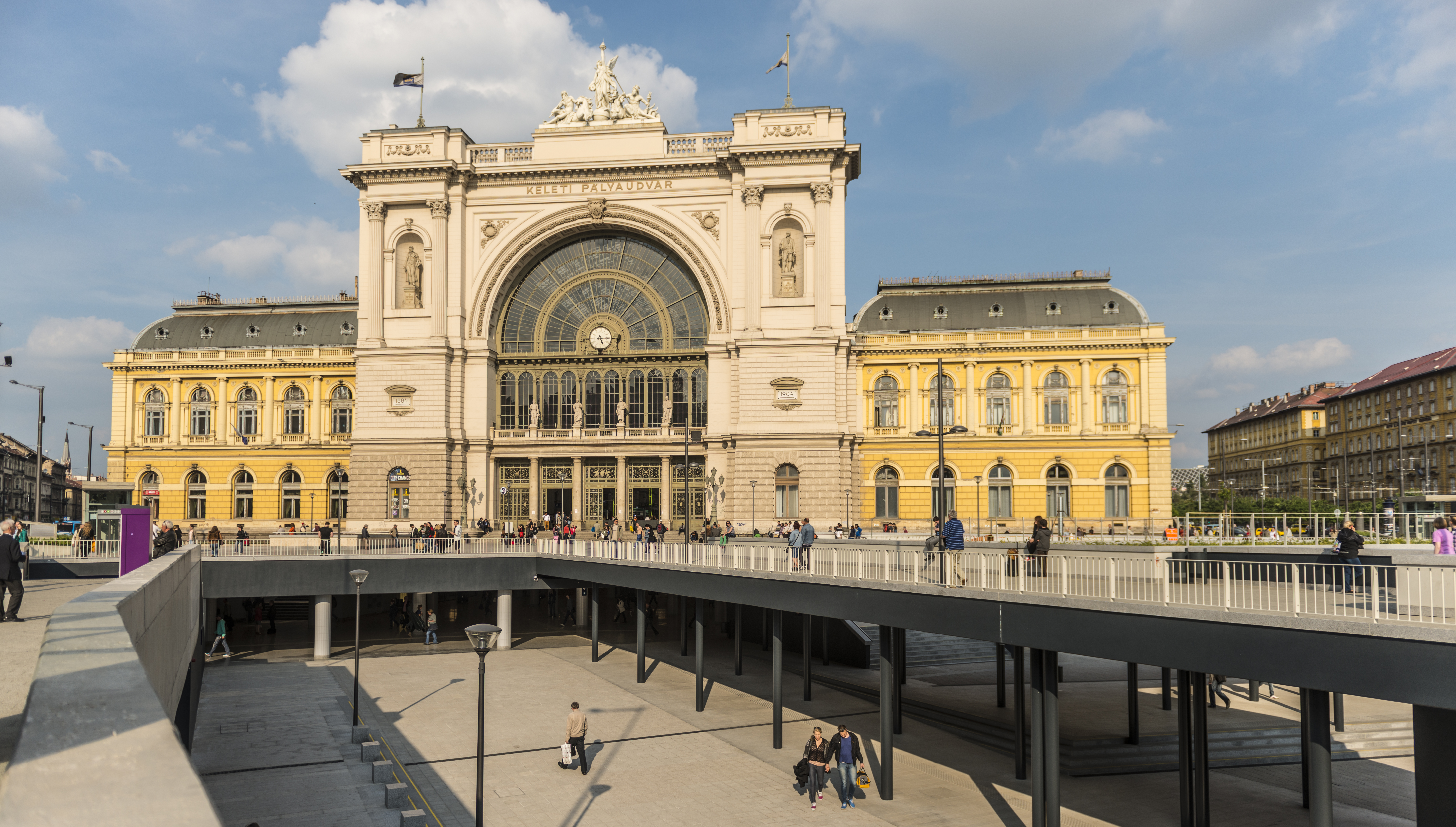
Budapest-Keleti pu.
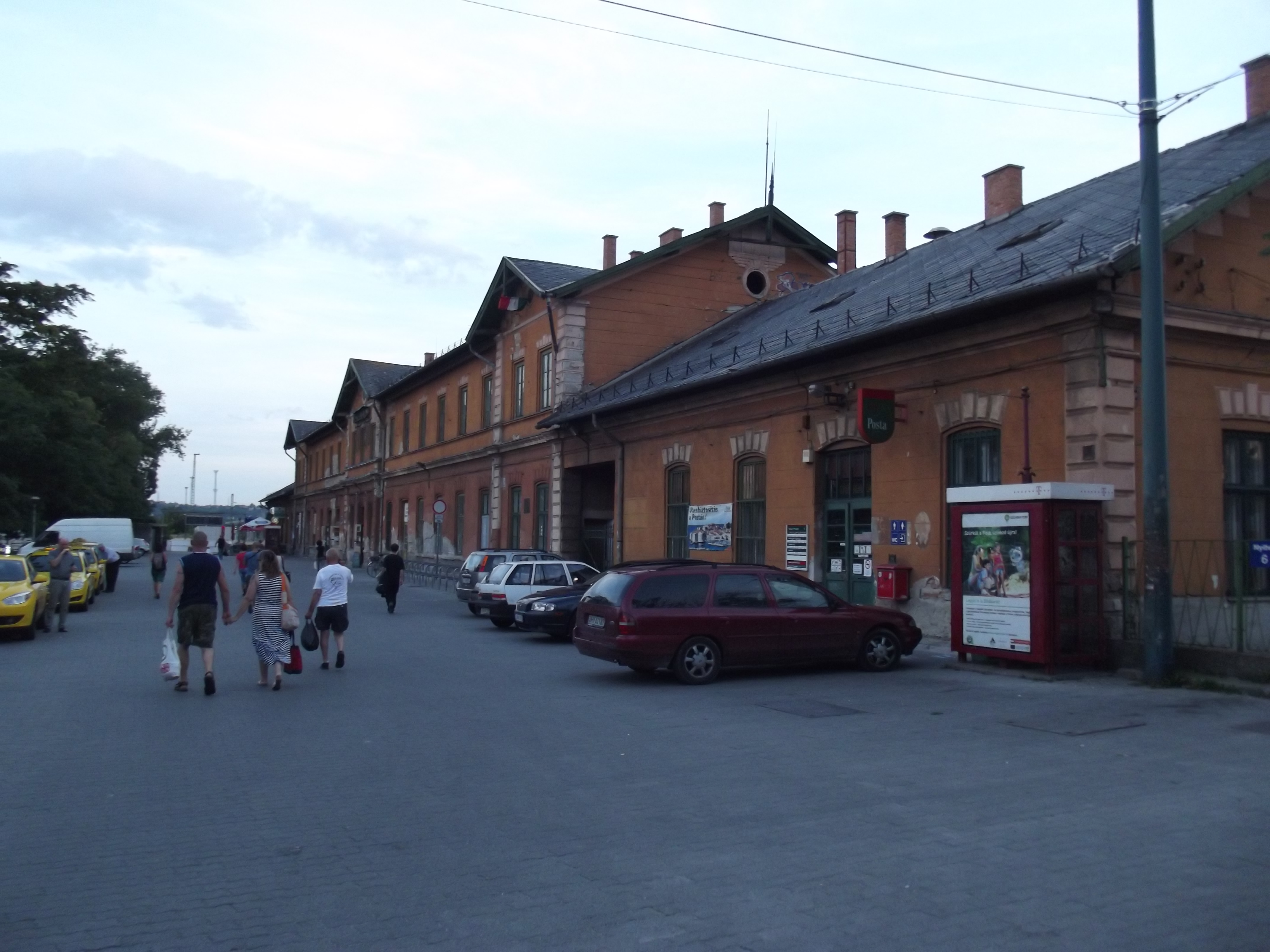
Budapest-Kelenföld
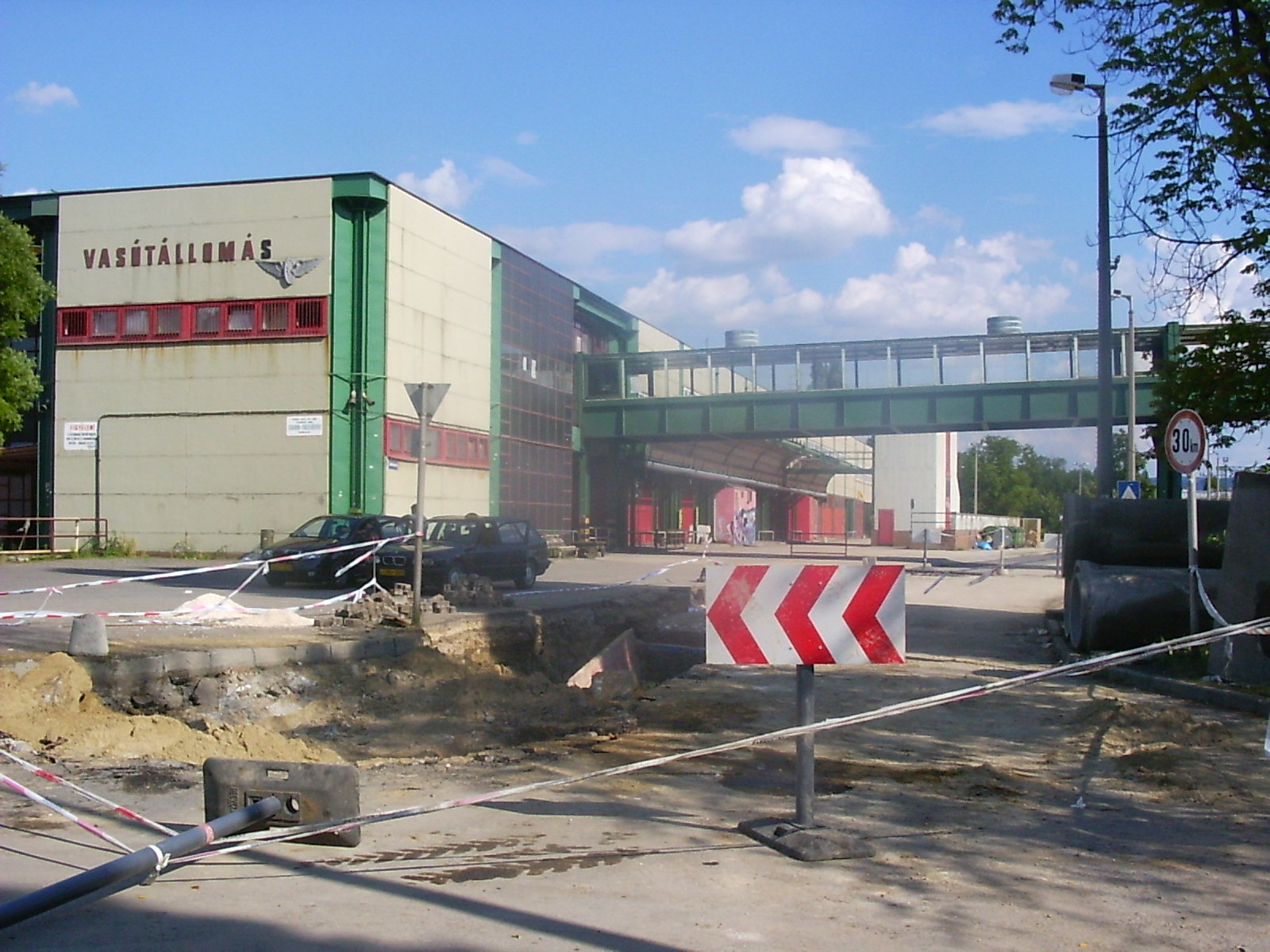
Tatabánya
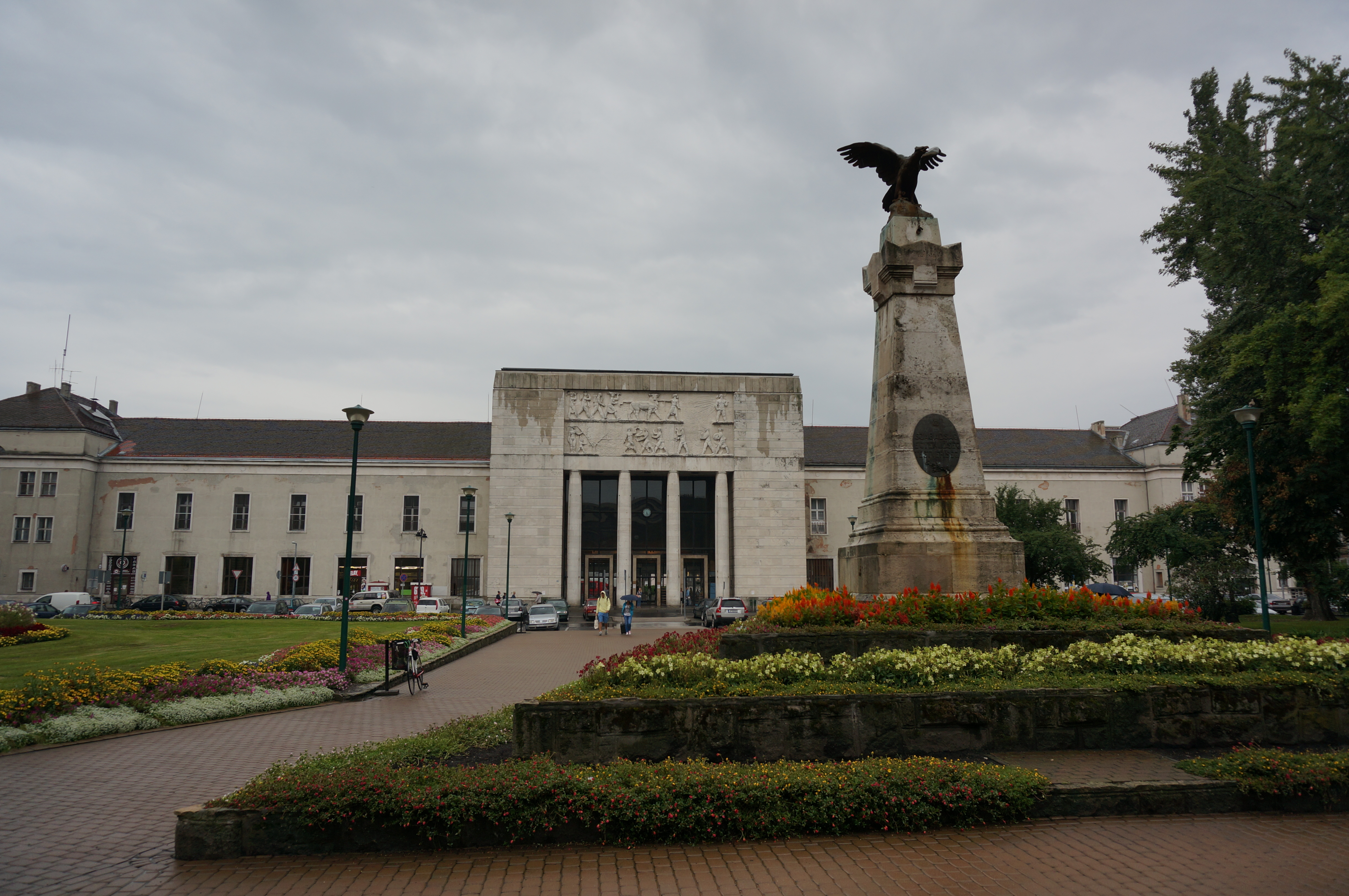
Győr
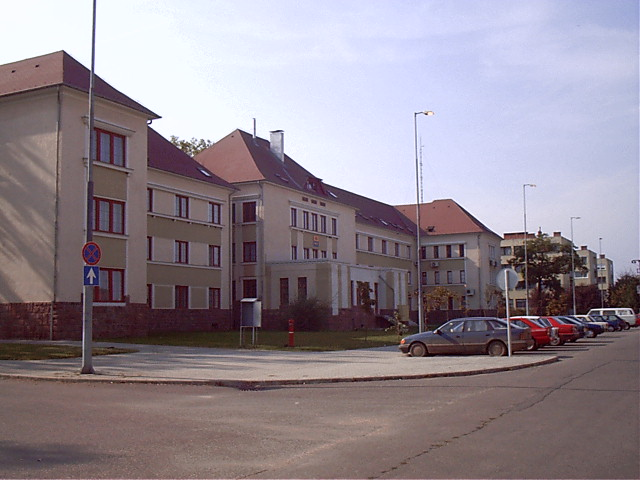
Hegyeshalom